# Okhotskite-(Mg)
La okhotskite-(Mg) è un minerale non approvato dall'IMA perché la sua descrizione è stata pubblicata prima dell'approvazione.